# Île Dudune
L'île Dudune (ou Dodon) est une île de Nouvelle-Calédonie située à environ 6 km au large du cap Machau à Maré dans les îles Loyauté. Elle dépend de la commune de Maré.

## Géographie
L'île Dudune fait 4,1 km de longueur et 1,1 km de largeur maximales pour une superficie de 2,45 km2. Entièrement recouverte de végétation, elle est entourée d'un récif et n'est accessible que par hélicoptère ou par une petite embarcation pouvant accoster à la pointe sud.

## Histoire
En juin 1827, l'île Dudune est découverte par Jules Dumont d'Urville lors de son voyage austral à bord de L'Astrolabe, qui la nomme île Molard et la rapporte alors habitée par des indigènes. Elle est connue – jusqu'au XXe siècle – sous le nom Ndundière ou d'île Molard.
L'île Dudune, rattachée à Maré, fait partie de l'aire coutumière Nengone.